# Laredo (Fernsehserie)
Laredo ist eine US-amerikanische Western-Fernsehserie, die von Universal Television für den US-Sender NBC produziert wurde. Zwischen 1965 und 1967 entstanden insgesamt 56 Folgen in zwei Staffeln zu je 60 Minuten. Sie ist ein Ableger der Serie Die Leute von der Shiloh Ranch, in deren Rahmen auch die Pilotepisode ausgestrahlt wurde.

## Handlung
Die Serie handelte von den Abenteuern der Texas Ranger Reese Bennett, Chad Cooper und Joe Riley und deren Vorgesetzten Captain Edward Parmalee nach dem Ende des Amerikanischen Bürgerkrieges. In Gastrollen traten unter anderem die Star-Trek-Schauspieler James Doohan, DeForest Kelley und Rene Auberjonois, sowie Julie Harris, Jack Lord, Cliff Osmond und Kurt Russell auf.
1969 wurden einige Folgen zu einem Spielfilm namens Backtrack! Gefährlicher Auftrag zusammengeschnitten.